# 上高地線
上高地線（日语：／ Kami-kōchi sen */?）是自日本長野縣松本市的松本車站至同市新島島車站的Alpico交通的鐵道路線。

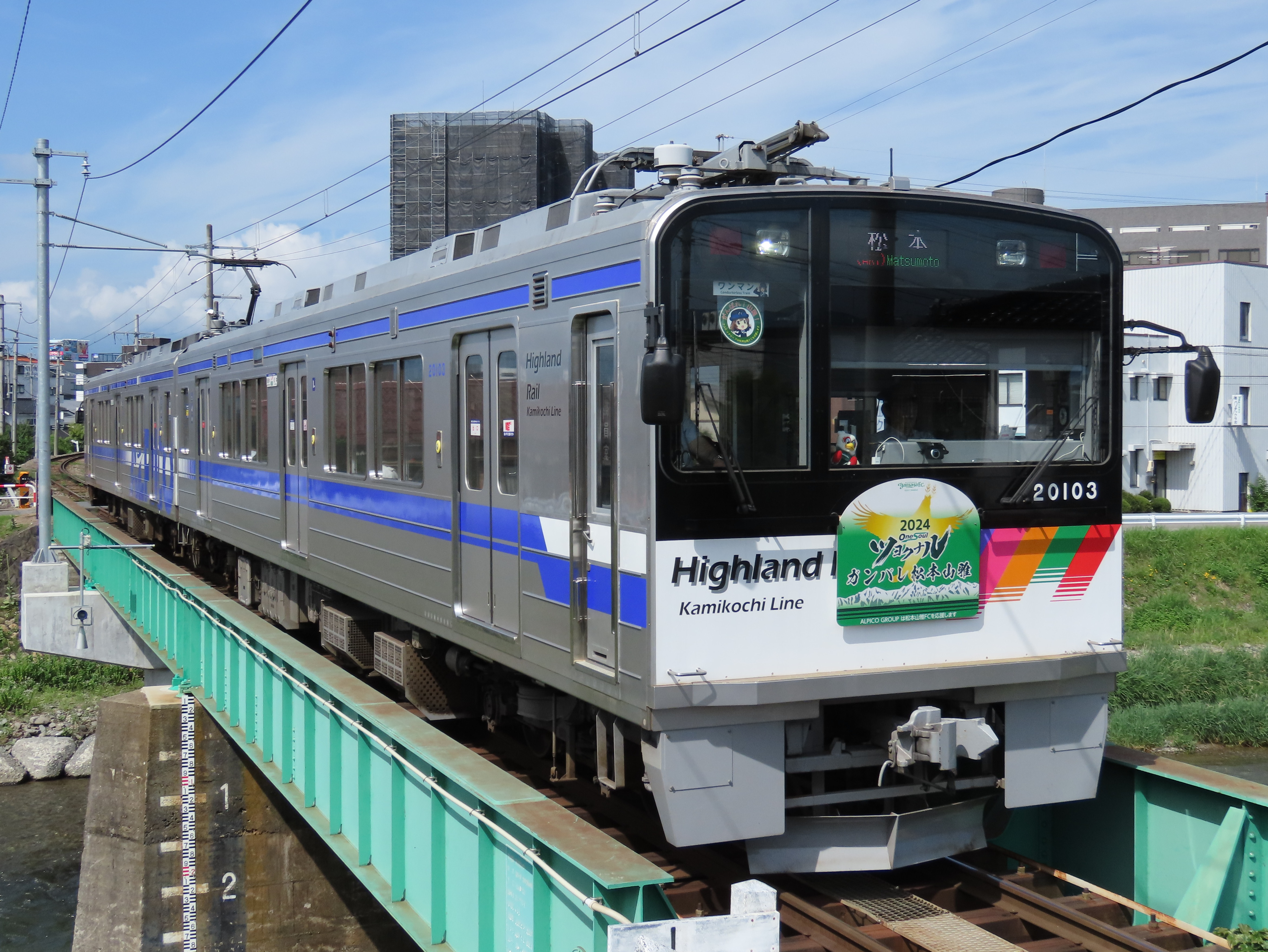
西松本站至渚站的20100型電聯車（2024年7月）

## 概要
上高地線位於松本市西郊，是沿線居民的通勤、通學路線，也是前往上高地觀光重要的交通方式。終點新島島車站設有巴士中轉站，前往上高地、乘鞍的巴士自這裡發車，是觀光客及登山者的據點。
1921年（大正10年），筑摩鐵道開業上高地線，當時的名稱是「島島線」，開業路段是松本車站至新村車站。1922年（大正11年），延伸至島島車站。筑摩鐵道公司名稱也變為筑摩電氣鐵道。1932年（昭和7年），筑摩電氣鐵道公司名稱變更為松本電氣鐵道，島島線也改名為「松本電鐵島島線」。1955年（昭和30年），島島線改名為「上高地線」。但之後一段時間內，島島線這個名稱仍經常被使用。1983年（昭和58年），因台風10號導致泥石流，線路被掩埋，新島島車站 - 島島車站區間被廢止。
由於乘客減少導致其經營狀況長期嚴峻。2007年（平成19年）12月，アルピコ集團（松本電氣鐵道是其下屬企業）因資不抵債而經營破產。松本電氣鐵道也因難以負擔上高地線的設備更新費用，無法單獨繼續事業。2008年（平成20年）之後，アルピコ集團進行了經營重建，并表示會繼續鐵道事業。2011年（平成23年）4月1日，松本電氣鐵道吸收合併集團內的川中島巴士、諏訪巴士，統合了鐵道和巴士事業，公司名稱變更為「アルピコ交通株式會社」。公司名稱變更之後，「松本電鐵上高地線」這一名稱仍繼續併用。當地居民團體也在進行存續鐵路的運動。

## 路線資料
- 路線距離（營業距離）：14.4公里
- 軌距：1067毫米
- 站數：14個（包括起終點）
- 複線路段：無（全線單線）
- 電氣化路段：全線（直流1500V）
- 閉塞方式：自動閉塞式

## 運行形態
大約間隔30 - 40分運行。所有列車均在松本 - 新島島之間運行，不設定有區間運行列車。在夏季，早晨運行有不停站的臨時列車、其直接接續JR的「月光信州」等夜行列車。
實施一人控制列車，在沒有站員的車站乘車或下車時，需要在列車內取得整理券，并往車費箱內投入車費。
松本 - 渚區間間因轉彎較多且車站間隔較短，限制速度為40km/h，渚 - 新島島區間因轉彎較少且車站間隔較長，速度是50km/h。

## 歷史
- 1915年（大正4年） 安筑輕便鐵要求修建松本 - 稻核之間的鐵路，但被拒絕[1]。
- 1918年（大正7年） 安曇鐵道要求修建松本 - 稻核之間的鐵路，也被拒絕[2]。
- 1919年（大正8年）12月5日 筑摩鐵道獲得修建松本 - 龍島之間19km鐵路的許可[3]。
- 1921年（大正10年）1月 以松本 - 森口為第一期線，森口 - 龍島為第二期線，開始施工。
- 1921年（大正10年）10月2日 島島線 松本 - 新村區間6.2km開業[4]。
- 1922年（大正11年）5月3日 新村 - 波多（現在的波田）區間4.9km開業[5]。西松本（現在的渚）車站開業[6][7][8]。
- 1922年（大正11年）9月26日 波多 - 島島區間4.6km開業[9]。
- 1924年（大正13年）2月20日 淵東車站開業[6][10]。
- 1924年（大正13年）8月26日 赤松（現在的新島島）車站開業[6]。
- 1927年（昭和2年）5月1日 西松本車站開業。之前的西松本車站改名為渚車站[6]。
- 1955年（昭和30年）4月1日 島島線改稱上高地線。
- 1956年（昭和31年）5月1日 波多車站改名為波田車站。
- 1957年（昭和32年）11月1日 架線電圧由600V升至750V。
- 1961年（昭和36年） 西松本車站和渚車站之間建設了上高地線首個立体交差。
- 1966年（昭和41年）10月1日 赤松車站改名為新島島車站。新島島車站新設巴士站。島島車站改為無人站。
- 1967年（昭和42年）7月15日 自國鐵名古屋車站直通，前往島島的臨時急行列車的柴油列車直通運行入上高地線（1973年廢止）。
- 1973年（昭和48年）12月1日 廢止貨物營業。
- 1983年（昭和58年）9月28日 新島島 - 島島區間因台風導致的泥石流而不通并休止。
- 1985年（昭和60年）1月1日 休止中的新島島 - 島島區間廢止。
- 1986年（昭和61年）12月24日 架線電圧升為1500V。開始一人控制。
- 1999年（平成11年）10月25日 設置ATS。
- 2002年（平成14年）2月2日 北新車站改名為北新·松本大學前車站。
- 2021年8月15日，上高地線的田川橋因暴雨沖刷河床導致橋墩傾斜，導致部分路段暫停營運[11][12][13]。
- 2022年6月10日，上高地線全線恢復通車[14][15][16]。

## 車站列表

### 營業中路段
所有車站都位於長野縣松本市。
| 車站編號 | 中文站名        | 日文站名 | 英文站名 | 站間距離 | 營業距離 | 接續路線                                                    |
| -------- | --------------- | -------- | -------- | -------- | -------- | ----------------------------------------------------------- |
| AK-01    | 松本            |          |          | -        | 0.0      | 東日本旅客鐵道：篠之井線、大糸線 淺間線（1964年4月1日廢除） |
| AK-02    | 西松本          |          |          | 0.4      | 0.4      |                                                             |
| AK-03    | 渚              |          |          | 0.7      | 1.1      |                                                             |
| AK-04    | 信濃荒井        |          |          | 0.8      | 1.9      |                                                             |
| AK-05    | 大庭            |          |          | 0.7      | 2.6      |                                                             |
| AK-06    | 下新            |          |          | 1.8      | 4.4      |                                                             |
| AK-07    | 北新·松本大學前 |          |          | 1.0      | 5.4      |                                                             |
| AK-08    | 新村            |          |          | 0.8      | 6.2      |                                                             |
| AK-09    | 三溝            |          |          | 1.4      | 7.6      |                                                             |
| AK-10    | 森口            |          |          | 1.0      | 8.6      |                                                             |
| AK-11    | 下島            |          |          | 0.9      | 9.5      |                                                             |
| AK-12    | 波田            |          |          | 1.6      | 11.1     |                                                             |
| AK-13    | 渕東            |          |          | 1.6      | 12.7     |                                                             |
| AK-14    | 新島島          |          |          | 1.7      | 14.4     |                                                             |